# Зюсс, Луи
Луи Зюсс (6 октября 1890 года, Бебленгейм, Эльзас-Лотарингия — 25 апреля 1955 года, Швейцария) — французский дипломат, источник разведки СССР, оперативные псевдонимы — Луи де Гедэ, де Соос, Зальтер. 

Участник Красной капеллы.

## Биография
Родился 6-го октября 1890 года в городе Бебленгейме в Эльзас-Лотарингии.
Во время Второй мировой войны работал во французском посольстве в Берне, а затем в качестве пресс-атташе при французском посольстве в Праге.
С февраля 1942 года по май 1943 года получал 200 швейцарских франков.

### Разведка
Зальтер был информатором Отто Пюнтера (оперативный псевдоним Пакбо); он также был связан с британской военной разведкой. Во время одной из встреч Отто Пюнтер сообщил Шандору Радо, что он в бернском кафе познакомился через одного журналиста с человеком, который ещё совсем недавно работал в качестве пресс-атташе во французском посольстве. Теперь его оттуда выгнали за деголлевскую ориентацию. И что он может давать ценную информацию.
Из воспоминаний Шандора Радо

На очередной встрече он радостно сообщил мне, что в бернском кафе познакомился через одного журналиста с человеком, который ещё совсем недавно работал в качестве пресс-атташе во французском посольстве. Теперь его оттуда выгнали за деголлевскую ориентацию — правительство Петена отдало приказ об увольнении из государственных органов всех сторонников генерала де Голля.
— Значит, ваш безработный дипломат — приверженец французского Сопротивления?
— Бесспорно! Он — офицер, и, по-видимому, с заслугами перед Францией. Очень обозлён на вишистов, и не столько за себя, сколько, по его словам, за предательство интересов Франции. Судя по намёкам этого господина, у него обширные связи, есть люди даже в Берлине: до войны он работал там журналистом. Что вы на это скажете, Альберт? — На округлом лице Пакбо сияла довольная улыбка.
— Что ж, — заключил я, — человек, готовый бороться за освобождение Франции, вполне подходит для нашей работы. Я запрошу мнение Центра.
Мы расстались, условившись, что в ближайшие дни я извещу Пакбо, нужно ли поддерживать связь с французским дипломатом или прервать с ним всякие контакты. Было совершенно очевидно, что этот офицер имеет дело с разведкой генерала де Голля. Центр не только одобрил контакты с французом, но и велел работать с ним как можно активнее.
Надо сказать, француз, узнав, кто такой Пакбо, с большим энтузиазмом выразил своё желание сотрудничать с ним. Он считал Красную Армию теперь единственной в Европе силой, способной сокрушить немецко-фашистскую армию и тем самым способствовать освобождению Франции. Ради скорейшего приближения этого дня наш новый коллега готов был на все. И он действительно показал себя с самой лучшей стороны. С нами он работал под псевдонимом Зальтер. Я не встречался с ним лично — связь осуществлялась через Пакбо..

В 1943 году Радо поручил ему выяснить в английском посольстве, сможет ли он рассчитывать на предоставление ему, Радо, убежища в случае необходимости.

### После войны
Скончался Зюсс 25 апреля 1955 года в Швейцарии. Его вдова Фридель, урожденная Киршбаум, после его смерти жила в Женеве. У неё было двое детей — Христиана и Луи-Мишель. Христиана вышла замуж за американца по фамилии Томпсон. В 1955 г. при встрече с советским сотрудником ООН она заметила, что его подозревают в шпионаже.